# Madame X (album)
Madame X è il quattordicesimo album in studio della cantante statunitense Madonna, pubblicato il 14 giugno 2019 su etichetta discografica Interscope Records.
Tutte le canzoni dell'album sono co-firmate da Madonna con Mirwais Ahmadzaï, Mike Dean e Jason Evigan, che avevano già collaborato ad alcuni dei suoi precedenti dischi. Figurano nei duetti Maluma, Quavo, Swae Lee e Anitta.
L'idea dell'album e la sua realizzazione pratica sono state influenzate dalle esperienze sociali e artistiche avute da Madonna durante il periodo in cui ha vissuto a Lisbona, in Portogallo, dove si è trasferita nell'estate del 2017, incorporando nella sua produzione elementi di musica latina e folk sia locale sia delle colonie atlantiche portoghesi, dando vita a un pop più sperimentale ed eterogeneo rispetto alla sua produzione precedente. Il 29 giugno 2019 è stato pubblicato un cortometraggio documentario della durata di 23 minuti intitolato World of Madame X, diretto da Nuno Xico, in cui Madonna racconta il dietro-le-quinte dell'album, le fonti di ispirazione e le fasi di produzione; il film utilizza materiale originale, immagini dal servizio fotografico per l'album e spezzoni dei videoclip musicali tratti dai singoli.
Nel mese di settembre 2019 la popstar ha iniziato il Madame X Tour, il suo undicesimo tour mondiale, che ha toccato varie città in Nord America ed Europa, fra cui Lisbona.

## Concezione e produzione
Madonna si è trasferita a Lisbona, in Portogallo, nel 2017, su richiesta di suo figlio David, che voleva diventare un calciatore e desiderava partecipare agli allenamenti di una squadra professionista, poi scelta nel Benfica. Tuttavia, poiché la sua vita quotidiana stava diventando relativamente noiosa, ha deciso di incontrare artisti, pittori e musicisti locali: le frequentazioni si sono rivelate molto fruttuose e la cantante si è sentita particolarmente affine a queste nuove influenze, arrivando a dichiarare che «la musica è l'anima dell'universo»; questo ritrovato vigore le ha dato l'idea di registrare un album basato sulla sua esperienza musicale nella città portoghese, da lei definita «musicalmente un calderone di cultura, da Angola a Guinea-Bissau alla Spagna, al Brasile, alla Francia e a Capo Verde».
Ho iniziato a essere invitata nelle case della gente, e loro hanno [quelle che chiamano] "sessioni in soggiorno" dove tutti si riuniscono. La gente porta del vino, porta del cibo, si siede attorno al tavolo, poi improvvisamente i musicisti si alzano e iniziano a suonare strumenti e cantare musica fado, morna e samba. [Ho pensato] "Aspetta. Cosa sta succedendo? Com'è possibile che gli artisti si alzino e si esibiscano e [senza essere] pagati e lo facciano solo per divertimento, amore e passione?" 
Nel gennaio 2018, Madonna ha annunciato sul suo account Instagram che aveva iniziato a lavorare al suo quattordicesimo album in studio. Madonna ha poi postato sul social network una foto che la ritrae mentre canta accompagnata dalla didascalia «Mi sento così bene a lavorare di nuovo a della musica!» (Feels so good to be working on music again!). Quattro mesi dopo, nel maggio 2018, si è esibita al Met Gala a New York per l'inaugurazione della mostra Heavenly Bodies dedicata al tema del legame fra la moda e il Cattolicesimo: come parte della sua performance, ha cantato un medley composto da Like a Prayer e da un breve segmento di una nuova canzone inedita e al tempo nota come Beautiful Game (sarà Dark Ballet nella versione completa sull'album). Nel luglio 2018, Madonna ha contribuito con una parte parlata nel video musicale per God Is a Woman, cantata da Ariana Grande. Nell'ottobre 2018 ha partecipato alla canzone Champagne Rosé dall'album di debutto di Quavo, Quavo Huncho.
Durante il suo soggiorno in Portogallo, Madonna ha pubblicato sui suoi canali social brevi videoclip e immagini che descrivevano il suo lavoro nell'album. Il produttore francese Mirwais Ahmadzaï, che aveva co-prodotto i due album Music  (2000) e American Life (2003), è stato di nuovo chiamato da Madonna per lavorare a Madame X; anche Mike Dean, che ha co-prodotto Rebel Heart (2015), è stato confermato nella produzione dell'album.
Nel febbraio 2019, Maluma ha caricato una foto sul suo account Instagram con Madonna in uno studio di registrazione. Nella sua intervista con Vogue Italia, Madonna ha rivelato che il suo quattordicesimo album sarebbe uscito nel 2019. Infine, il 14 aprile 2019, la cantante ha pubblicato una serie di clip teaser sul suo account Instagram, rivelando che il titolo del nuovo album sarebbe stato Madame X.

## Titolo, stile musicale, copertina e tematiche

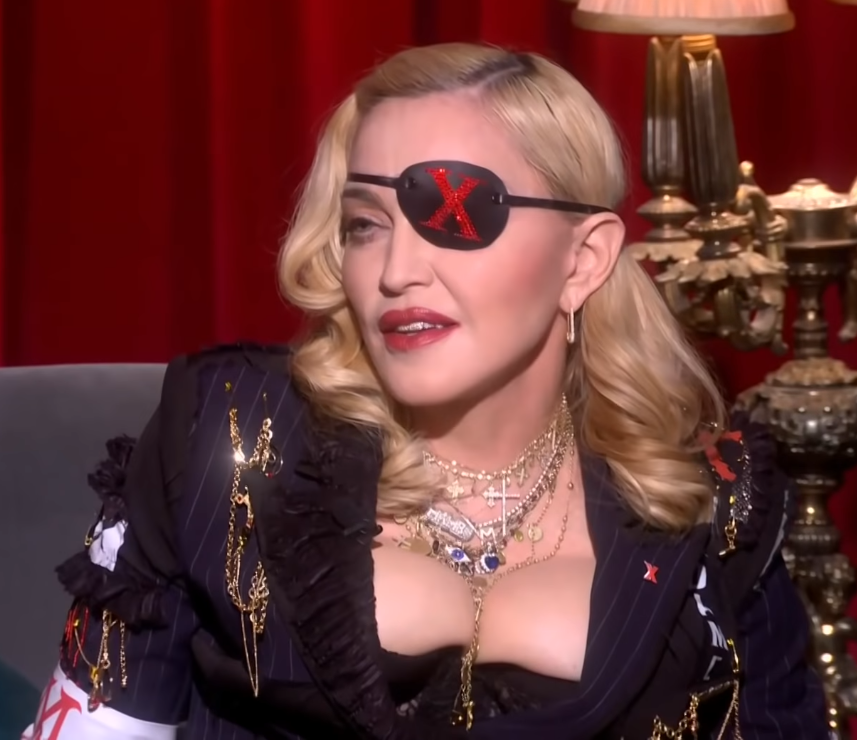
Madonna durante la première del video di Medellín a MTV.

In un teaser promozionale di un minuto caricato sugli account Instagram e YouTube ufficiali di Madonna, ella si autodefinisce "Madame X" e pronuncia la criptica frase «The thing that hurt the most was that I wasn't lost… I wasn't lost…» ("La cosa che mi ha ferito di più era che non mi ero persa… non mi ero persa…"), poi rivelatasi il verso della canzone Extreme Occident.
Il nome "Madame X" proviene da un ricordo della cantante. A 19 anni Madonna ricevette dalla sua insegnante di danza Martha Graham un rimprovero per via del suo comportamento non conforme alle regole della scuola: l'insegnante le disse «Sto per darti un nuovo nome: Madame X, il nome di una spia che si traveste e diventa irriconoscibile. Ogni giorno, vieni a scuola e non ti riconosco. Ogni giorno cambi la tua identità. Sei un mistero per me»; Madonna rispose alla dichiarazione della maestra con un «Grazie», prendendola come un grande complimento. Durante la registrazione dell'album Madonna sentiva quella stessa eterogeneità creativa dei tempi in cui frequentava la scuola di Graham, e ha così deciso di usare il titolo Madame X.
Come il precedente Rebel Heart, anche Madame X è un album che fonde diversi generi e che non segue un filo narrativo: in questo caso però l'eterogeneità è ricercata e figlia della variegata ispirazione portoghese. Ogni traccia racconta una diversa storia, in un costante cambiamento coerente con le intenzioni creative dell'artista e del suo alter-ego Madame X, da lei così descritto:
Madame X è un agente segreto. Viaggia in tutto il mondo. Cambia identità. Combatte per la libertà. Porta la luce in luoghi bui. Lei è una ballerina. Una professoressa. Un capo di stato. Una casalinga. Una cavallerizza. Una prigioniera. Una studentessa. Una madre. Una bambina. Un'insegnante. Una suora. Una cantante. Una santa. Una puttana. Una spia nella casa dell'amore. Io sono Madame X.
La copertina standard dell'album presenta un primo piano di Madonna nelle vesti del personaggio Madame X, con il titolo scritto in sottili linee nere sulle sue labbra rosse per dare l'illusione di avere la bocca cucita. Mike Wass di Idolator ha definito la copertina «un'opera d'arte già iconica» e ha confrontato l'immagine con gli autoritratti di Frida Kahlo. La versione deluxe dell'album, fisica e digitale, presenta un'altra fotografia di Madonna come Madame X, coi capelli biondi, su cui indossa una cuffia per poter mettere una parrucca. Infine, la versione cofanetto dell'album presenta una terza foto di Madame X, bruna e in posa con una chitarra davanti a una parete di azulejo.
In numerosi materiali promozionali per l'album Madonna indossa una benda sull'occhio sinistro, di cui spiega il significato simbolico in un'intervista con la giornalista Gina Vivinetto di Today: «[Madame X] è una spia. È un agente segreto. Lei viaggia per il mondo. Lei cambia la sua identità. Dorme con un occhio aperto. E viaggia per tutto il giorno con un occhio chiuso. In realtà è stata ferita. Quindi si copre uno dei suoi occhi».

## Musiche e interpretazione dei testi
Madame X si discosta dalle sonorità e dalle tematiche di Rebel Heart, che aveva un'impronta più pop e come temi principali l'amore e l'anticonformismo tipico di Madonna, che si dichiarava un "cuore ribelle". In Madame X  predomina la tematica politica e musicalmente indulge nella sperimentazione, soprattutto in tracce come Dark Ballet e God Control, e in molteplici stili latini. La cantante ha dichiarato in un'intervista che Madame X rappresenta per lei un ritorno alle origini, dichiarando: «Quando ho iniziato, ero naif: non mi interessava il giudizio della gente, ero libera e pura. Volevo tornare a quel periodo. Il nome Madame X mi era stato dato proprio allora, quando avevo 19 anni».
L'album si apre con Medellín, primo singolo dell'album, in cui l'artista unisce uno stile reggaeton al pop latino lanciato nel 1986 con La Isla Bonita. La canzone è un duetto con Maluma, che è presente nella canzone dall'inizio alla fine accompagnando sempre la voce di Madonna, mentre entrambi cantano un misto di inglese e spagnolo, come nel ritornello «Ven conmigo / let's take a trip».
Dark Ballet è un brano pop sperimentale, che fa un uso massiccio del vocoder e l'inserimento di segmenti orchestrali. La canzone propone un passaggio della Danza dei flauti tratto da Lo schiaccianoci di Pëtr Il'ič Čajkovskij, eseguito con la distorsione vocale. Nella canzone Madonna attacca l'omofobia e il razzismo, oltre a muovere feroci critiche verso la religione, tematiche che si riflettono anche nel videoclip del brano.
God Control è una canzone di denuncia contro l'uso libero delle armi da fuoco in America. È uno dei testi più politici di Madonna in cui si pone l'attenzione sulle vittime che ogni anno muoiono in seguito alla diffusione incontrollata di armi. Dal punto di vista musicale si riscontra ancora un'unione tra pop e musica sperimentale, ma anche una perfetta fusione degli stili già presenti nelle storiche hit di Madonna, come i cori e le atmosfere religiose. La canzone si apre con un mumble rap, che è stato paragonato alle sonorità di I'm Breathless e prosegue con un gospel simile a quello di Like a Prayer, che a sua volta cede il passo a una disco music anni '70.
Future è un duetto col rapper Quavo dei Migos. Si tratta di una canzone reggae e dancehall con influenze caraibiche, nella quale Madonna «si interroga sull’importanza di un futuro che dovrebbe partire da un presente nel quale nessuno sembra voler imparare dal passato». La voce di Madonna è alterata digitalmente fino a risultare «metallica».
Batuka è una canzone che unisce R&B, blues e gospel e che incorpora cori eseguiti dall'Orchestra The Batukadeiras su un tappeto di beat e percussioni. Anche qui la voce di Madonna possiede un forte timbro metallico.
In Killers Who Are Partying Madonna canta in inglese e in portoghese le ingiustizie nate dalle discriminazioni, recitando versi come «Sarò gay se i gay vengono umiliati / Sarò l’Africa se l’Africa viene distrutta ... Sarò l’Islam se l’Islam viene odiato / Sarò Israele se verranno incarcerati»; musicalmente la canzone presenta un beat molto semplice e l'inclusione del fado portoghese, risultato della residenza di Madonna in Portogallo, che ha permesso alla cantante di frequentare artisti del luogo che la ispirassero.
La canzone Crave, con la collaborazione del rapper statunitense Swae Lee, si presenta come una ballata inquadrabile nei generi pop, trap, R&B e acustico. La canzone parla del «desiderio infuocato di due amanti», recitando «Le mie voglie diventano pericolose».
Crazy è una ballata che è stata definita reggae, pop e soul-pop ed è fortemente influenzata dalla musica etnica; si apre con un'armonica che cede poi il posto agli archi nel ritornello. Il brano è stato interpretato come «una dichiarazione d'amore e devozione che tuttavia è anche una manifestazione di difesa»; nel testo Madonna recita «Ti amo, ma non potrai distruggermi».
Come Alive è un brano che presenta influenze della musica marocchina Gnawa e dell'Afrobeat, che unisce percussioni africane, fiati e archi, in cui la cantante collabora con il coro londinese Tiffin Children’s Choir. Nelle sonorità del brano è stato individuato un riferimento a Porcelain di Moby. Il testo incoraggia  a trovare la propria forza interiore e a "prendere vita" ("Come Alive"), a risvegliarsi al proprio potenziale e alle proprie possibilità. Il cantato di Madonna in questa traccia è stato definito metallico, nasale, sommesso e piatto.
Extreme Occident, presente solo nella versione deluxe di Madame X, è una ballata acustica con influenze della musica indiana. Il testo della canzone parla di una ragazza occidentale che raggiunge l'oriente nel tentativo di trovare la sua identità, finendo col perdersi: «I went to the far right, far left, I tried to recover, my center of gravity. I guess I’m lost, I had to pay the cost» ("Sono andato all'estrema destra, all'estrema sinistra, ho cercato di recuperare il mio centro di gravità. Credo di essermi persa, ne ho pagato le conseguenze"). Nel testo Madonna recita: «Life is a circle, death and loss brought me new life, brought me to life, brought me to love» («La vita è un cerchio, la morte e la perdita mi hanno portato nuova vita, mi hanno portato a vivere, mi hanno portato ad amare»), versi che la cantante ha incluso nel suo discorso di premiazione ai GLAAD Media Awards il 4 maggio 2019.
Faz gostoso è una cover della canzone originale cantata dalla cantante brasiliana Blaya e del duo portoghese No Maka. Madonna la canta in duetto con Anitta aggiungendo parti in inglese oltre al portoghese. Musicalmente è un brano funk con elementi samba e arrangiamenti elettronici, e la voce di Madonna è anche in questo caso distorta digitalmente. La critica la descrive come una canzone estiva e festosa.
Bitch I'm Loca è una canzone pop e reggaeton, nonché il secondo duetto con Maluma dell'album. Il brano è stato definito dalla critica come «una ripetuta rivendicazione della propria follia» e «un sottolineare continuo del ritmo al servizio del doppio senso e della libertà di corteggiarsi».
I Don't Search I Find è una canzone EDM con influenze trance, con un'evidente ispirazione alla sua hit Vogue.

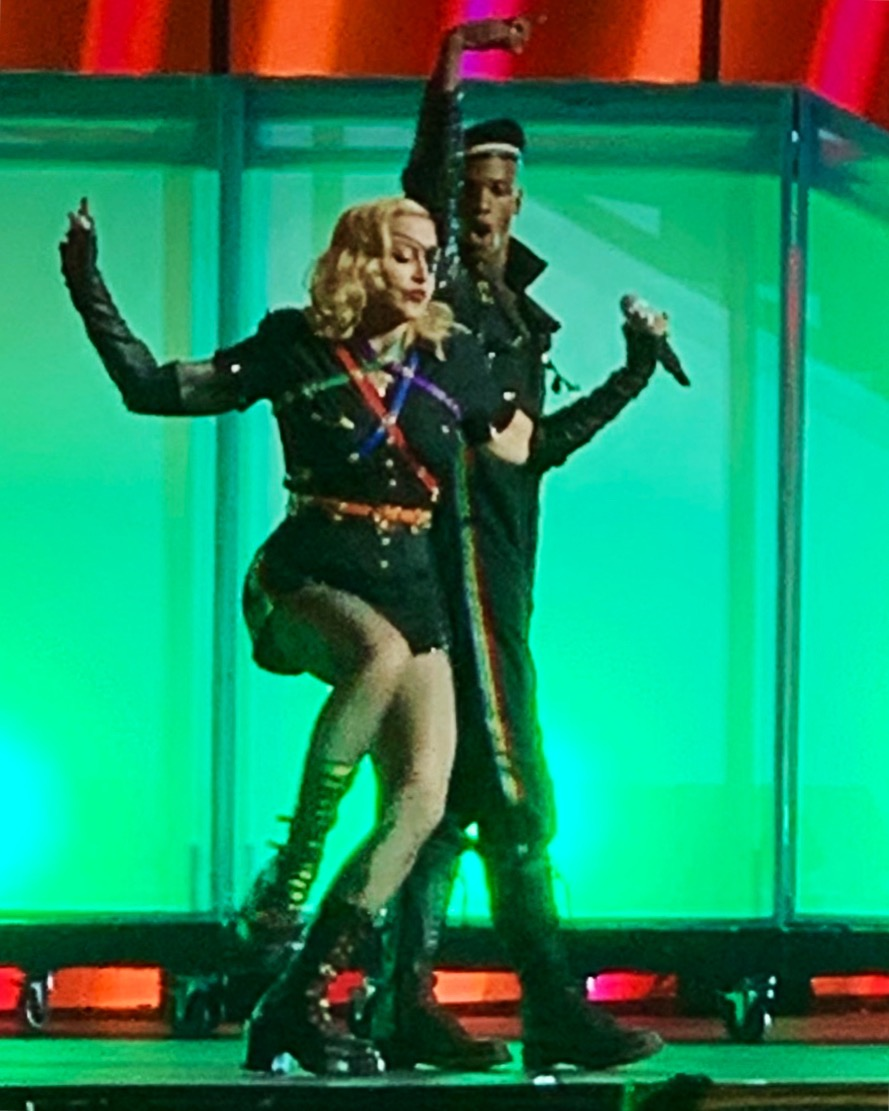
Madonna al World Pride di New York il 30 giugno 2019

Looking For Mercy è una traccia presente solo nella versione deluxe. Si tratta di una canzone R&B con arrangiamenti orchestrali che sono stati paragonati al repertorio di Adele; il brano è stato definito «dark» e «lievemente pomposo». Il testo è stato interpretato come «una disperata petizione a Dio che le restituisca fiducia, pietà e perdono». Vanity Fair ha paragonato la canzone a Ghosttown dell'album Rebel Heart.
I Rise chiude sia la versione standard che la versione deluxe di Madame X. Si tratta di un brano elettropop con influenze new wave. Il testo, ispirato a Maya Angelou, è un incoraggiamento alla libertà e a combattere le ingiustizie sociali stando al di sopra di esse e contiene una citazione di Sartre: «Freedom is what you choose to do with what’s been done to you». La canzone è un omaggio alla comunità LGBT e contiene un'introduzione ripresa dal discorso di Emma González, attivista per il controllo delle armi, sopravvissuta alla strage della Marjory Stoneman Douglas High School di Parkland, che nel febbraio 2018 causò diciassette morti.
La versione deluxe fisica di Madame X include anche un secondo CD con tre bonus track: Funana, Back That Up to the Beat e Ciao Bella. In Funana, Madonna omaggia diversi artisti musicali deceduti, tra cui Aretha Franklin e George Michael, ignorando tuttavia Michael Jackson, omissione che è stata imputata a un precedente litigio avvenuto tra i due cantanti. Back That Up to the Beat è una canzone scartata da Rebel Heart, rivista sia testualmente che musicalmente per Madame X. Ciao Bella è un omaggio alla libertà e a Bella Ciao, la canzone cantata dai partigiani italiani in seguito alla liberazione dal fascismo.

## Promozione

### Singoli
Il 17 aprile 2019 è stato pubblicato il primo singolo, Medellín, che vede la collaborazione del cantautore reggaeton colombiano Maluma, e l'album è stato reso disponibile per il preordine. Lo stesso giorno è stato pubblicato uno spezzone del video musicale, presentato nella sua interezza il 24 aprile durante uno speciale di MTV. La regista spagnola Diana Kunst e l'artista multidisciplinare Mau Morgó hanno diretto il video.
Medellín debuttò nella top ten delle classifiche in molti paesi, inclusi Colombia, Croazia, Ungheria, Israele e Venezuela.
Negli Stati Uniti, il brano debuttò primo nella classifica Hot Dance Club Songs e diciottesimo nella Hot Latin Songs.
A seguire, sono stati pubblicati a cadenza quasi settimanale quattro singoli. Il primo, I Rise, uscito il 3 maggio, è stato descritto come un «inno potente ed edificante», seziona la sopravvivenza e il rialzarsi dalle avversità dal mondo sociale e moderno, come un «modo di dare voce a tutte le persone emarginate che sentono di non avere l'opportunità di dire la propria opinione», nelle parole di Madonna stessa. Il singolo contiene, come introduzione, un pezzo del discorso della attivista sociale ed avvocato Emma González, sopravvissuta alla sparatoria della Stoneman Douglas High School e co-fondatrice del comitato Mai più MSD, fatto durante un'intervista di febbraio 2018. Il secondo, Crave, con la collaborazione del rapper Swae Lee, è stato pubblicato il 10 maggio 2019; il relativo videoclip, diretto da Nuno Xico, viene pubblicato due giorni dopo. La canzone segna il suo più grande debutto nella classifica statunitense di musica contemporanea, arrivando subito al diciannovesimo posto e poi al quindicesimo. È diventata la sua trentasettesima canzone ad entrare in questa classifica, la seconda di questo decennio dopo Ghosttown, nel 2015. Il terzo è stato Future, uscito il 17 maggio e che ha visto la partecipazione di Quavo. Come quinto singolo è stato scelto Dark Ballet, pubblicato il 7 giugno 2019. La canzone, influenzata da uno dei film preferiti della cantante, Arancia Meccanica, presenta anche una parte della Suite dello Schiaccianoci, di Pëtr Il'ič Čajkovskij. Il video musicale del singolo è una sorta di reinterpretazione della storia di Giovanna d'Arco, interpretata da Mykki Blanco, che a fine video viene processata e giustiziata.
Il 26 giugno 2019 viene pubblicato il video musicale di God Control, il quinto video musicale dell’album.
Il video, della durata di otto minuti, è stato diretto da Jonas Åkerlund e descrive una scena di una sparatoria in un nightclub analoga a quella avvenuta ad Orlando nel 2016, e contiene un appello in favore del controllo delle armi.

Il 19 luglio 2019 viene pubblicato il video musicale di Batuka, filmato sulle coste di Lisbona: all'inizio del video viene descritto il batuque, uno stile musicale creato dalle donne di Capo Verde, un'ex colonia portoghese in Africa, considerata uno dei principali punti della tratta degli schiavi africani, dopodiché vengono mostrate Madonna e le donne dell'Orquestra Batukadeiras mentre ballano e danzano in uno studio e all'aperto, con l'oceano come sfondo.

### Esibizioni
Madonna e Maluma si sono esibiti con Medellín ai Billboard Music Award del 2019, dove hanno ballato con quattro ologrammi della cantante, ognuno dei quali indossava uno dei vestiti presenti nel video musicale del brano.
Madonna ha eseguito Like a Prayer e Future dal vivo, quest'ultima con Quavo, durante la finale dell'Eurovision Song Contest 2019 del 18 maggio a Tel Aviv, in Israele. L'esibizione, costata €1,15 milioni, è stata finanziata dall'imprenditore israeliano-canadese Sylvan Adams. La performance ha ottenuto recensioni prevalentemente negative. Ed Power di The Daily Telegraph l'ha definita «incomprensibile e ridicola», aggiungendo che «ha rovinato l'atmosfera». Secondo Jordan Darville di The Fader, l'esibizione è stata «poco convincente» e ne ha criticato la superficialità nel trattare il tema della crisi arabo-israeliana.
Durante l'esibizione sono comparsi due ballerini, uno con la bandiera d'Israele e l'altro con quella palestinese cucita sul giubbotto, per trasmettere un «messaggio di pace». La European Broadcasting Union ha affermato di non avere approvato questo elemento, e che non era stato utilizzato durante le prove. L'espediente è stato fortemente criticato sia dagli organizzatori del contest, che hanno affermato che l'evento non è di natura politica, che dalla Campagna Palestinese per il Boicottaggio Culturale ed Accademico d'Israele (PACBI), ritenendolo «immorale» per via del trattamento del popolo palestinese in Israele.
Il 6 maggio 2019 è stato annunciato ufficialmente il Madame X Tour, in partenza da settembre 2019. Il 30 giugno 2019, Madonna si è esibita con God Control e I Rise durante il suo piccolo concerto al WorldPride 2019, nel parco del fiume Hudson a New York.

## Accoglienza
| Recensione    | Giudizio |
| ------------- | -------- |
| AllMusic      |          |
| The Guardian  |          |
| Pitchfork     | 4.8/10   |
| Rolling Stone |          |
| The Times     |          |

L'album ha ricevuto recensioni positive, e su Metacritic ha un punteggio di 70 su 100. Il Times dà all'album 4 stelle su 5, scrivendo: «Arriva probabilmente il suo album più audace, certamente il più strano. Madame X vira tra musica pop, latina e club dance, salta dal personale al politico ed è legato da un umore esotico e arioso che si sente stranamente intimo, come se lei stesse rivelando una parte fino ad allora nascosta della sua anima».
Su Rolling Stone, l'album ottiene 3 stelle su 5, mentre Rob Sheffield scrive: «Madame X è così ammirevolmente bizzarra, tutto quello che puoi fare è stare indietro e guardare la ragazza che se ne va. Si immerge in un calderone di stili pop latini, completo di una 'marmellata' reggaeton dal titolo Bitch I'm Loca. […] Ogni brano di Madame X trabocca di esperimenti, nessun'altra pop star sulla terra avrebbe la faccia tosta di provarci». Su The Guardian, l'album riceve 4 stelle su 5, e viene detto che l'approccio di Madonna con il pop latino la fa sembrare più naturale di quanto non lo sia stata in anni. L'album viene anche elogiato, e viene scritto che: «Attingendo dall'influenza latina non solo del recente pop e del reggaeton, ma anche della sua nuova casa a Lisbona, Madonna ha prodotto, a 60 anni, il suo album più naturale, progressista e originale dopo Confessions on a Dance Floor». L'album viene descritto anche come «un avvincente mix di ritmi latini, allusioni politiche e Giovanna d'Arco».
Su Variety, Jeremy Helligar scrive: «Dopo una carriera discografica di 36 anni, Madonna ha pubblicato la sua opera musicale senza compromessi con il suo quattordicesimo album, Madame X. Il cuore ribelle che ha affermato di avere nel titolo del predecessore di questo album batte più forte e appassionato che mai. Liberata dalla necessità di essere la numero uno con un proiettile, Madonna ha finalmente pubblicato un intero album che è all'altezza della sua reputazione come uno dei più grandi amanti del rischio del pop. […] Ma probabilmente non sentirai nulla di questo suonare su una radio vicino a te. Questo è ciò che rende Madame X il miglior album di Madonna da Confessions on a Dance Floor. Confessa di nuovo, ma questa volta non è interessata a montare se stessa per il consumo di massa. Bitch I'm Loca annuncia il secondo duetto con Maluma dell'album (da non confondere con Bitch I'm Madonna di Rebel Heart). Non sta scherzando, e la sua pazzia ha un suono incredibile».

## Tracce
Edizione standard
1. Medellín (feat. Maluma) – 4:58 (Madonna Ciccone, Mirwais Ahmadzaï, Juan Luis Londoño Arias, Edgar Barrera)
2. Dark Ballet – 4:14 (Madonna Ciccone, Mirwais Ahmadzaï)
3. God Control – 6:19 (Madonna Ciccone, Mirwais Ahmadzaï)
4. Future (feat. Quavo) – 3:53 (Madonna Ciccone, Thomas Pentz, Brittany Talia Hazzard, Quavious Keyate Marshall)
5. Batuka – 4:57 (Madonna Ciccone, Mirwais Ahmadzaï, David Banda)
6. Killers Who Are Partying – 5:28 (Madonna Ciccone, Mirwais Ahmadzaï)
7. Crave (feat. Swae Lee) – 3:21 (Madonna Ciccone, Khalif Malik Ibn Shaman Brown, Brittany Talia Hazzard, Mike Dean)
8. Crazy – 4:02 (Jason Evigan, Madonna Ciccone, Brittany Talia Hazzard)
9. Come Alive – 4:02 (Jeff Bhasker, Madonna Ciccone, Brittany Talia Hazzard)
10. Faz gostoso (feat. Anitta) – 4:05 (Rodrigo Carmo, Duarte Nuno, Emanuel Oliveira, Mateus Seabra, Luíz Vieira, Karla Rodrigues, Madonna Ciccone)
11. Bitch I'm Loca (feat. Maluma) – 2:50 (Madonna Ciccone, Lauren D'Elia, Juan Luis Londoño Arias, Edgar Barrera, George Forbes James, Karla Rodrigues, Stiven Rojas)
12. I Don't Search I Find – 4:08 (Madonna Ciccone, Mirwais Ahmadzaï)
13. I Rise – 3:44 (Jason Evigan, Madonna Ciccone, Brittany Talia Hazzard)

Edizione deluxe digitale, edizione deluxe di Target, edizione in vinile
1. Extreme Occident – 3:41 (Madonna Ciccone, Mirwais Ahmadzaï)
2. Faz gostoso (feat. Anitta) – 4:05 (Rodrigo Carmo, Duarte Nuno, Emanuel Oliveira, Mateus Seabra, Luíz Vieira, Karla Rodrigues, Madonna Ciccone)
3. Bitch I'm Loca (feat. Maluma) – 2:50 (Madonna Ciccone, Lauren D'Elia, Juan Luis Londoño Arias, Edgar Barrera, George Forbes James, Karla Rodrigues, Stiven Rojas)
4. I Don't Search I Find – 4:08 (Madonna Ciccone, Mirwais Ahmadzaï)
5. Looking for Mercy – 4:50 (Madonna Ciccone, Mirwais Ahmadzaï)
6. I Rise – 3:44 (Jason Evigan, Madonna Ciccone, Brittany Talia Hazzard)

Edizione deluxe fisica (disco 2)
1. Funana – 3:42 (Madonna Ciccone, Mirwais Ahmadzaï)
2. Back That Up to the Beat – 3:50 (Madonna Ciccone, Brittany Talia Hazzard, Jeff Bhasker, Mike Dean, Pharrell Williams)
3. Ciao Bella – 5:36 (Madonna Ciccone, Mirwais Ahmadzaï)

## Successo commerciale
Negli Stati Uniti, Madame X ha debuttato in vetta alla Billboard 200 del 29 giugno 2019 con 95.000 unità vendute nella prima settimana, di cui 90.000 copie pure, diventando il suo nono numero uno nella classifica statunitense degli album da MDNA del 2012. L'album costituisce anche la ventiduesima entrata nella top ten della cantante, facendola così diventare la seconda artista femminile, dietro a Barbra Streisand, con il maggior numero di entrate nella top ten. Nella stessa settimana, l'album è entrato alla prima posizione anche nella Top Digital Albums, nella Top Album Sales, nella Top Internet Albums, così come ha debuttato nella classifica Tastemaker e nella classifica dei vinili, rispettivamente nella terza e quarta posizione. Madonna ha ottenuto il primo posto nella Artist 100, che misura la presenza nelle classifiche e la popolarità degli artisti tramite parametri chiave come l'acquisto della loro musica, combinando le vendite di album e canzoni, trasmissioni radiofoniche, streaming e l'interazione coi follower sui social network.
Nel Regno Unito è entrato al 2º posto nella Official Albums Chart dietro a Western Stars di Bruce Springsteen totalizzando 27.227 unità nella sua prima settimana. In Francia l'album ha debuttato al 4º posto con 15.900 unità vendute. In Italia Madame X ha debuttato al secondo posto nella classifica degli album ed è sceso alla quinta la settimana successiva, totalizzando 18.000 unità di vendita nelle prime due settimane.

## Classifiche

### Classifiche settimanali
| Classifica (2019) | Posizione massima |
| ----------------- | ----------------- |
| Argentina         | 1                 |
| Australia         | 2                 |
| Austria           | 4                 |
| Belgio (Fiandre)  | 2                 |
| Belgio (Vallonia) | 2                 |
| Canada            | 2                 |
| Corea del Sud     | 85                |
| Croazia           | 2                 |
| Danimarca         | 13                |
| Finlandia         | 7                 |
| Francia           | 4                 |
| Germania          | 5                 |
| Giappone          | 14                |
| Grecia            | 4                 |
| Irlanda           | 8                 |
| Italia            | 2                 |
| Lituania          | 68                |
| Messico           | 2                 |
| Norvegia          | 6                 |
| Nuova Zelanda     | 5                 |
| Paesi Bassi       | 2                 |
| Polonia           | 7                 |
| Portogallo        | 1                 |
| Regno Unito       | 2                 |
| Repubblica Ceca   | 4                 |
| Slovacchia        | 4                 |
| Spagna            | 3                 |
| Stati Uniti       | 1                 |
| Svezia            | 10                |
| Svizzera          | 2                 |
| Ungheria          | 3                 |

### Classifiche di fine anno
| Classifica (2019) | Posizione |
| ----------------- | --------- |
| Belgio (Fiandre)  | 85        |
| Belgio (Vallonia) | 74        |
| Francia           | 133       |
| Italia            | 67        |
| Messico           | 52        |
| Portogallo        | 22        |
| Spagna            | 54        |
| Svizzera          | 85        |
| Ungheria          | 94        |